# Julien Villevieille
Pour les articles homonymes, voir Villevieille (homonymie).
Julien Villevieille, né le 2 janvier 1910 à Aix-en-Provence et mort le 7 mai 1998 à Lauris, est un ancien déporté, ancien résistant.

## Biographie
Julien Villevieille, dit Marc, agira dans un premier temps, par solidarité vis-à-vis de persécutés étrangers fuyant le régime de leur pays, dans un deuxième temps en s'intégrant aux Forces françaises combattantes. Son action au sein du réseau consistera au recrutement, à l'organisation, à la structuration, au renseignement, aux parachutages, aux sabotages et au harcèlement de l'ennemi.
Entré en résistance dès le début de l'occupation allemande, officier du réseau Buckmaster (Forces françaises combattantes), arrêté par la Gestapo le 24 mars 1944, interrogé au 425 rue Paradis, siège de la Gestapo à Marseille, détenu ensuite à la prison des Baumettes, expédié à Compiègne, déporté le 2 juillet 1944 au camp de concentration de Dachau par le convoi qui a porté le nom de Train de la Mort, réexpédié au Camp de concentration de Natzwiller-Struthof, et enfin, ramené à Dachau d'où il sera libéré le 29 avril 1945. Julien Villevieille (Marc) continuera durant sa détention, à participer à la Résistance aux nazis à l'intérieur même du camp de Dachau.
Le réseau Monk, du réseau Buckmaster, sera totalement décapité par la Gestapo durant l'année 1944, rares seront les survivants.
Membre jusqu'à sa mort[Quand ?] de la Fédération nationale des déportés et internés résistants et patriotes.

## Distinctions
- Grand invalide de guerre
- Officier liquidateur national du réseau Buckmaster (F.F.C.)
- Déporté résistant
- Officier de la Légion d'Honneur au titre de la Résistance
- Croix de Guerre 39/45 avec Palmes
- Médaillé de la Résistance
- Médaillé des Déportés
- Médaille du Combattant
- Croix du Combattant Volontaire
- Médaille des Combattants volontaires de la Résistance
- Fait Chevalier de la Légion d'Honneur, puis élevé à la distinction d'Officier par le Président de la République, Charles de Gaulle.

## Sources
- veterans.fr
- bddm.org
- Christian Bernadac, Le Train de la mort, Éditions France-Empire, 1970